# Hieronymus Lotter
Hieronymus Lotter (Nuremberg, 1497 – Geyer (Saxe), 22 juillet 1580) était marchand et plusieurs fois maire de Leipzig, directeur de chantier pour d'importants projets de construction de l'électorat de Saxe, à Leipzig la force motrice derrière de vastes constructions mesures prises par le conseil. Lotter était le maître constructeur du  Maurice de Saxe sous la direction du Oberzeugmeister et maître constructeur Caspar Vogt von Wierandt († 1560). Selon des recherches antérieures, il était considéré comme un architecte important de la Renaissance; aujourd'hui son rôle est vu de manière plus différenciée et surtout sa fonction organisationnelle est soulignée.

## Vie et œuvre
En tant que maire, il a probablement été l'un des moteurs de la conversion de l'ancien hôtel de ville de Leipzig (1556-1557) en l'un des bâtiments les plus importants de la Renaissance allemande, ainsi que d'autres bâtiments urbains, tels que le Alte Waage (Ancien « poids public » en allemand, 1555) et la mairie de Pegau (à partir de 1559). Il était également au service souverain en tant que directeur de la construction (maître d'œuvre) sur les fortifications de la ville de Leipzig (à partir de 1551), dont seul le Bastion Maurice a survécu à ce jour. Et il fut le premier maître d'œuvre du château d'Augustusburg près de Chemnitz (1568 à janvier 1572).
La conception et l'exécution des bâtiments créés dans le cadre de Lotter peuvent être attribuées à divers architectes et maîtres artisans importants; Ainsi, la conception des fortifications de la ville de Leipzig par le maître d'armes électoral saxon et ingénieur des fortifications Caspar Vogt von Wierandt et les détails par le maître tailleur de pierre Paul Speck. Le modèle de conception original de l'Augustusburg a été envoyé à Lotter de Dresde, qu'il a modifié avec ses propres idées. Erhard van der Meer s'est également fait un nom à l'Augustusburg avec des plans pour la chapelle castrale .
Après que Lotter eut joui de la faveur de l'électeur Maurice de Saxe à un jeune âge et acquis une richesse considérable en tant que marchand (exploitation minière, prêt d' argent, commerce), il mourut dans la disgrâce et dans des circonstances beaucoup plus simples. Au début, il avait également eu la faveur du successeur de Maurice, Auguste Ier de Saxe. Néanmoins, de fausses spéculations ont conduit à sa ruine économique et finalement à son licenciement.
Sa maison de la mort à Geyer (Lotterhof) (1566) a connu divers changements de propriétaire et sert d'usine depuis le XXIXe siècle, dans laquelle étaient fabriqués des planches à laver et de petits meubles. Ce qui est particulièrement remarquable dans l'édifice classé, c'est le plafond à caissons en bois coloré du XVIIe siècle. Le bâtiment, vacant depuis 1990, a reçu un nouveau toit après 1990, mais risquait autrement de tomber en ruine. Une association locale s'occupe de la restauration et a aménagé un lieu de rencontre dans les salles voûtées. En 2020, l'association a achevé la rénovation extérieure du bâtiment classé.

Bâtiments de Hieronymus Lotter
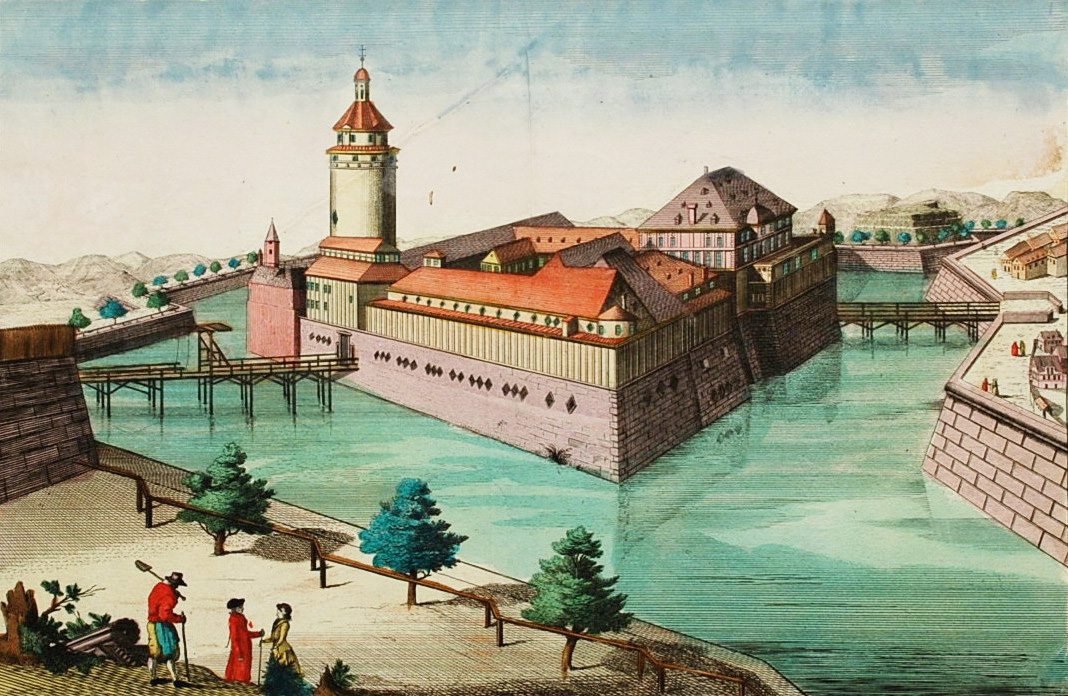
Le Pleissembourg à Leipzig (1780)
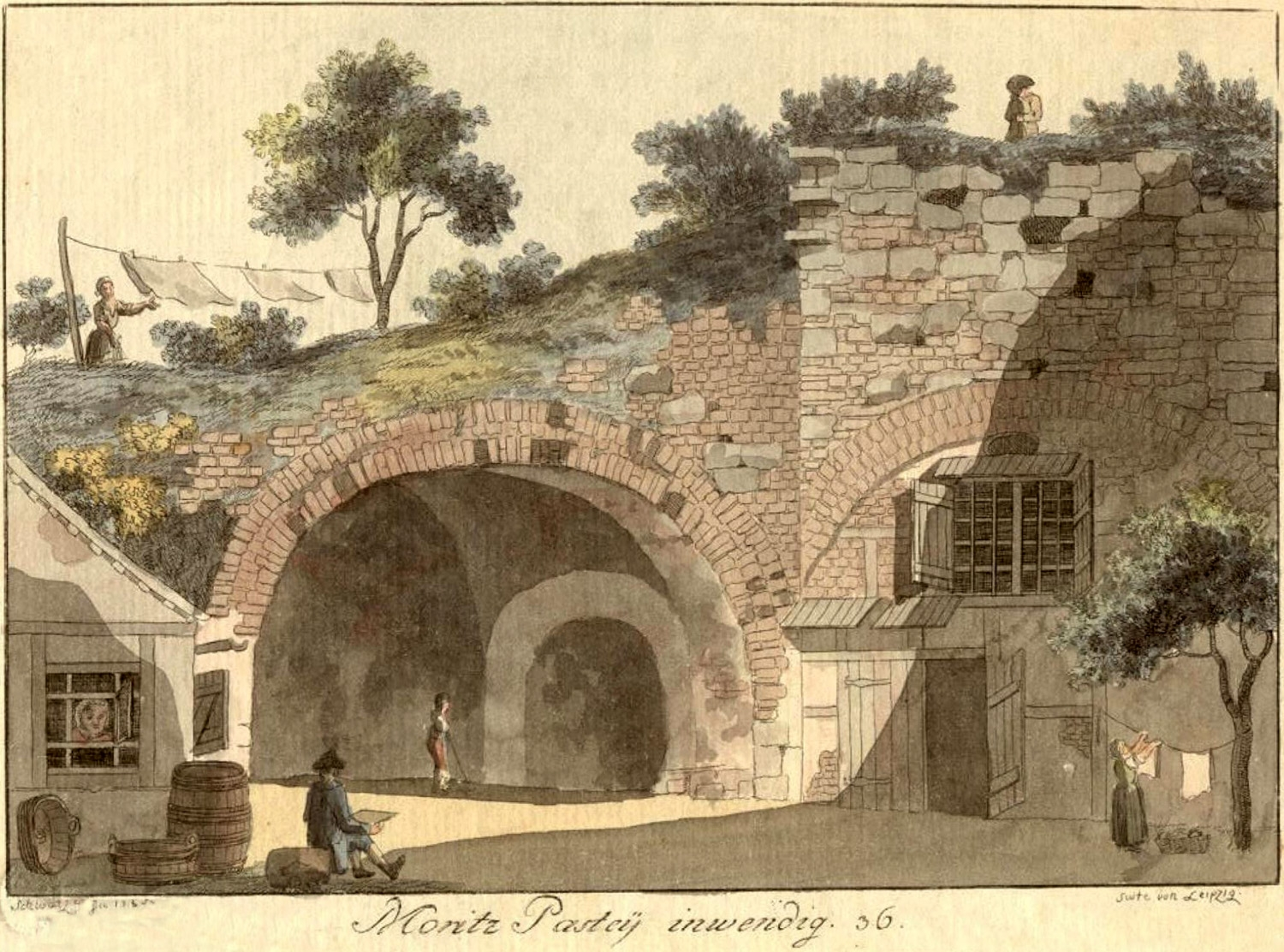
Bastion Maurice (1785) à Leipzig
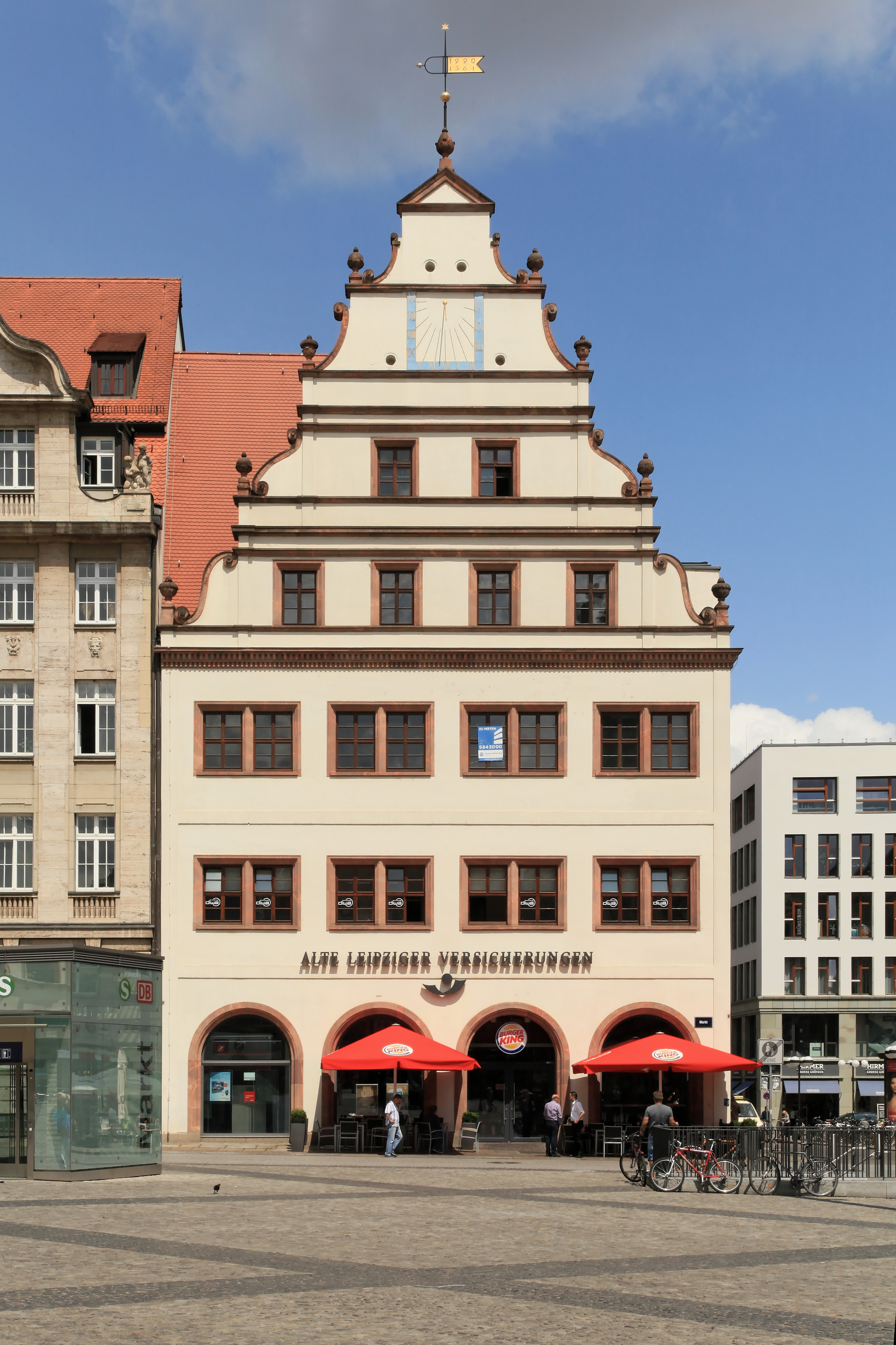
Alte Waage (Ancien « poids public) » à Leipzig (2015)
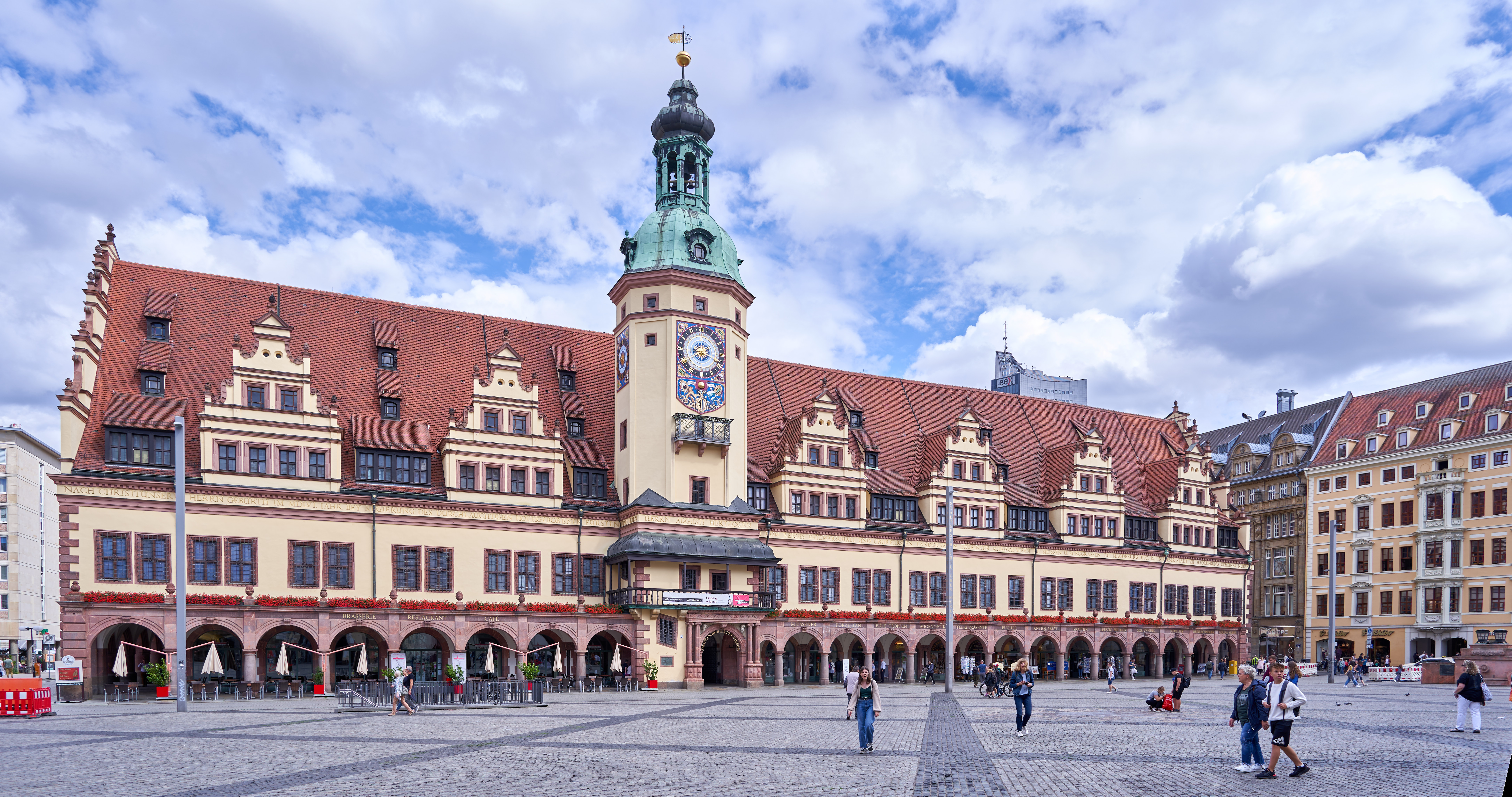
Leipzig - Ancien Hotel de Ville (2023)
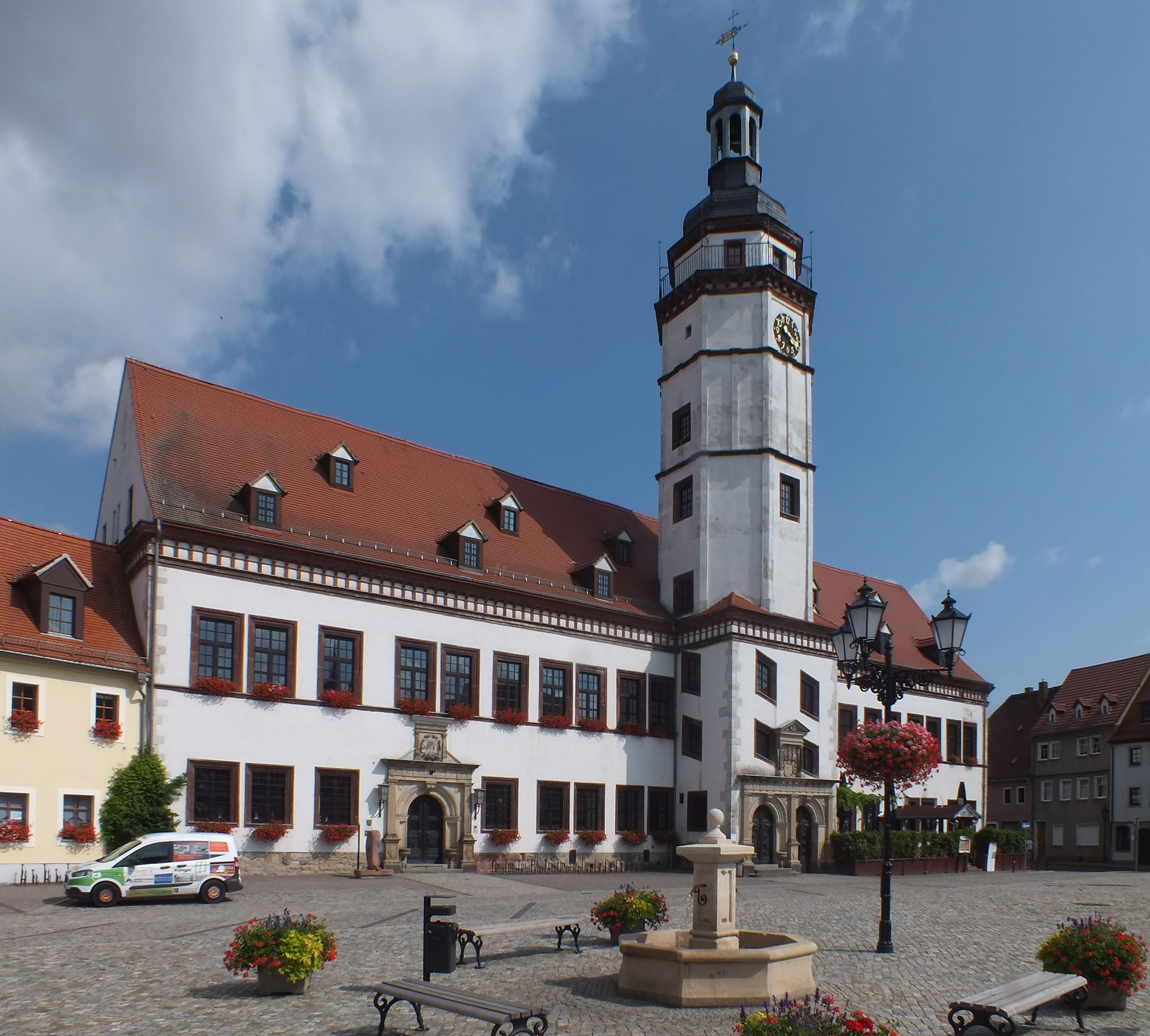
Le mairie à Pegau (2019)
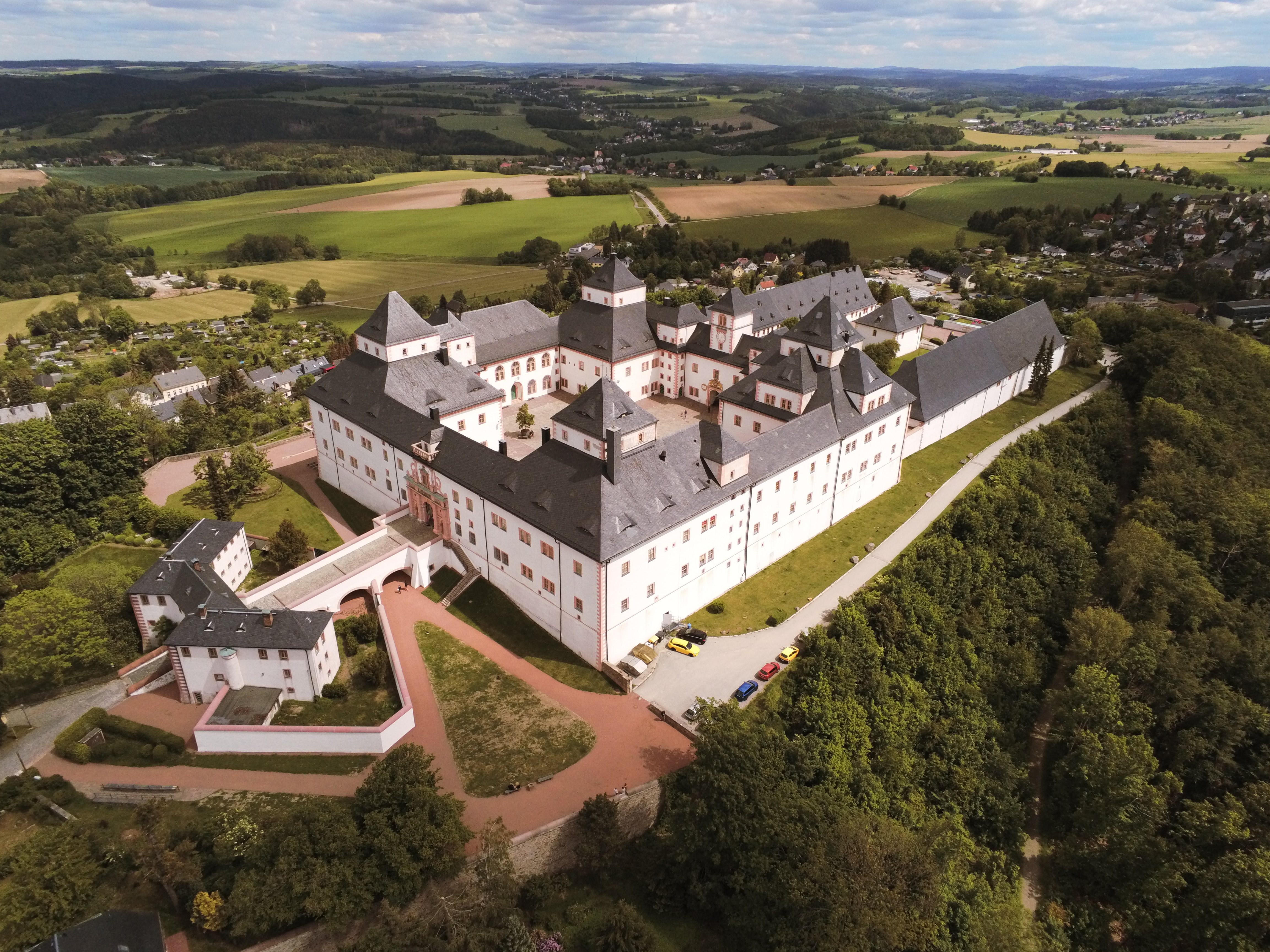
Le château d'Augustusburg (2020)
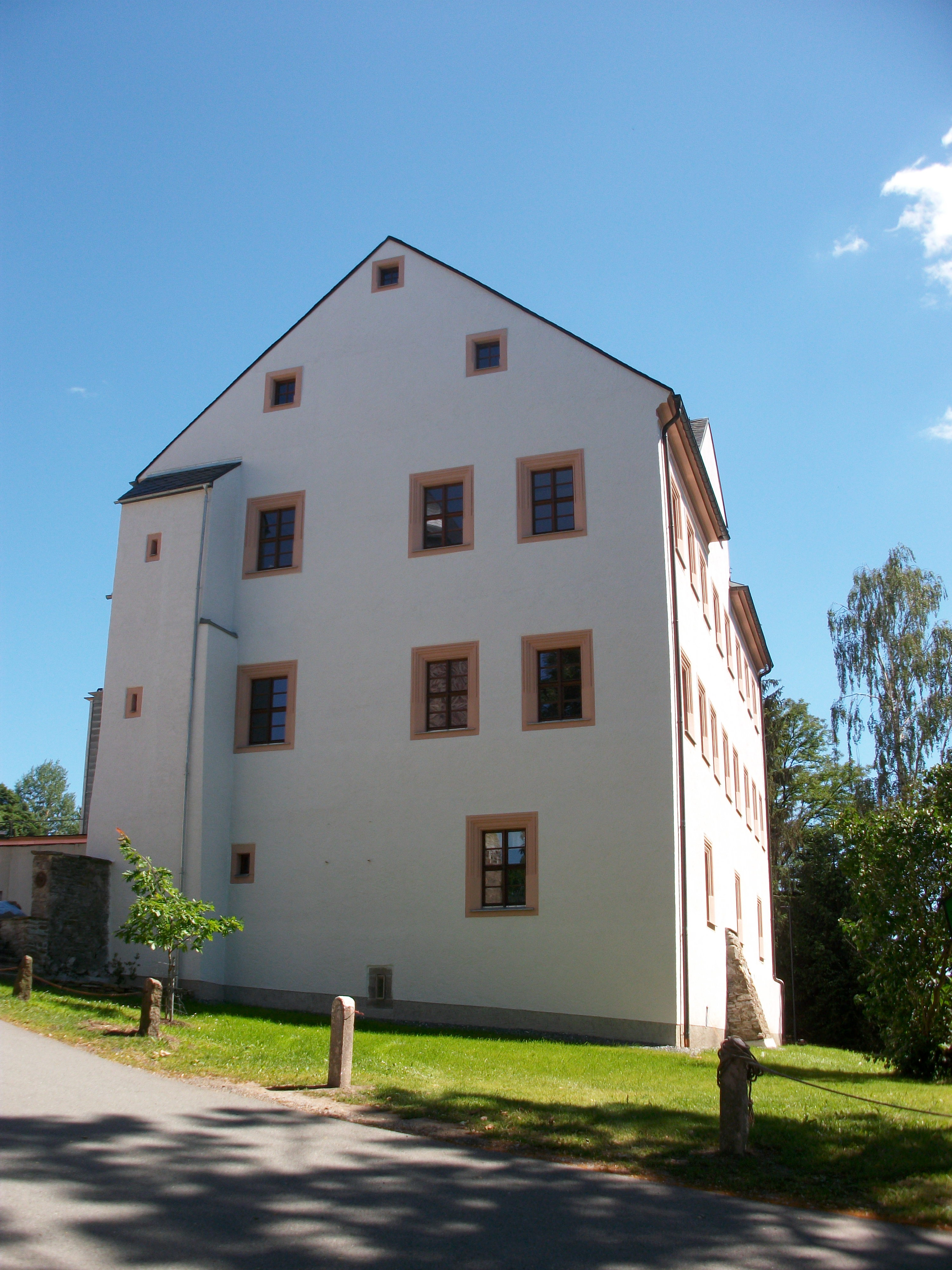
Le Lotterhof à Geyer (2018)

## Distinctions posthumes

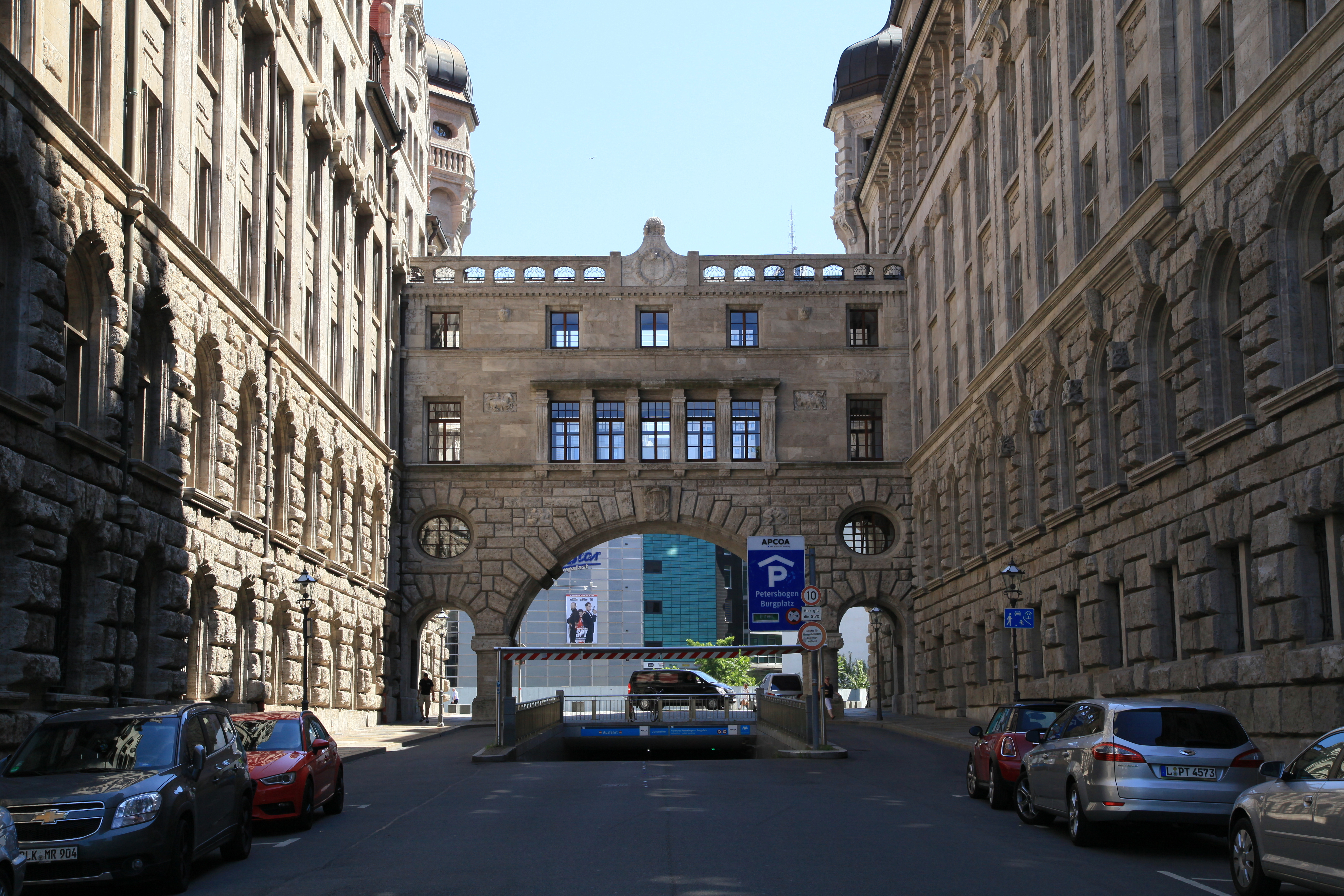
Lotterstraße à Leipzig

La société de promotion du Stadtgeschichtliches Museum Leipzig (Musée d'histoire de la ville de Leipzig), la Hieronymus-Lotter-Gesellschaft, porte le nom du constructeur de l'ancien hôtel de ville car le musée y a son siège depuis 1909.
Le Hieronymus-Lotter-Preis für Denkmalschutz (Prix Hieronymus Lotter pour la protection des monuments) est un prix nommé d'après Hieronymus Lotter, que la Kulturstiftung Leipzig (Fondation culturelle de Leipzig) décerne pour la réparation ou la restauration exemplaire de monuments historiques de la ville de Leipzig.
À Leipzig et à Augustusburg, deux rues portent le nom de Hieronymus Lotter. La Lotterstraße à Leipzig porte ce nom depuis 1898 et se situe entre le nouvel hôtel de ville et l'hôtel de ville. Le Pleissembourg  qui se trouvait autrefois sur le site du nouvel hôtel de ville, a été reconstruit en forteresse en 1549 par Hieronymus Lotter.

## Littérature

### Source
- Hieronymus Lotter, Abschrift der Urkunde in der Turmhaube des Alten Rathauses (1573) (copie du document dans le capot de la tour de l'ancien hôtel de ville (1573)), dans: Axel Frey / Bernd Weinkauf (ed.), Leipzig als ein Pleißathen. Eine geistesgeschichtliche Ortsbestimmung, Reclam-Verlag, Leipzig 1995,  (ISBN 3-379-01526-1), pp. 255f.

### Littérature scientifique
- Entrée Hieronymus Lotter dans: (de) Wolfgang Hocquél, Architekturführer Leipzig. Von der Romanik bis zur Gegenwart, Leipzig, Passage Verlag, 2023 (ISBN 978-3-95415-128-8), p. 350–353